# Afiladora

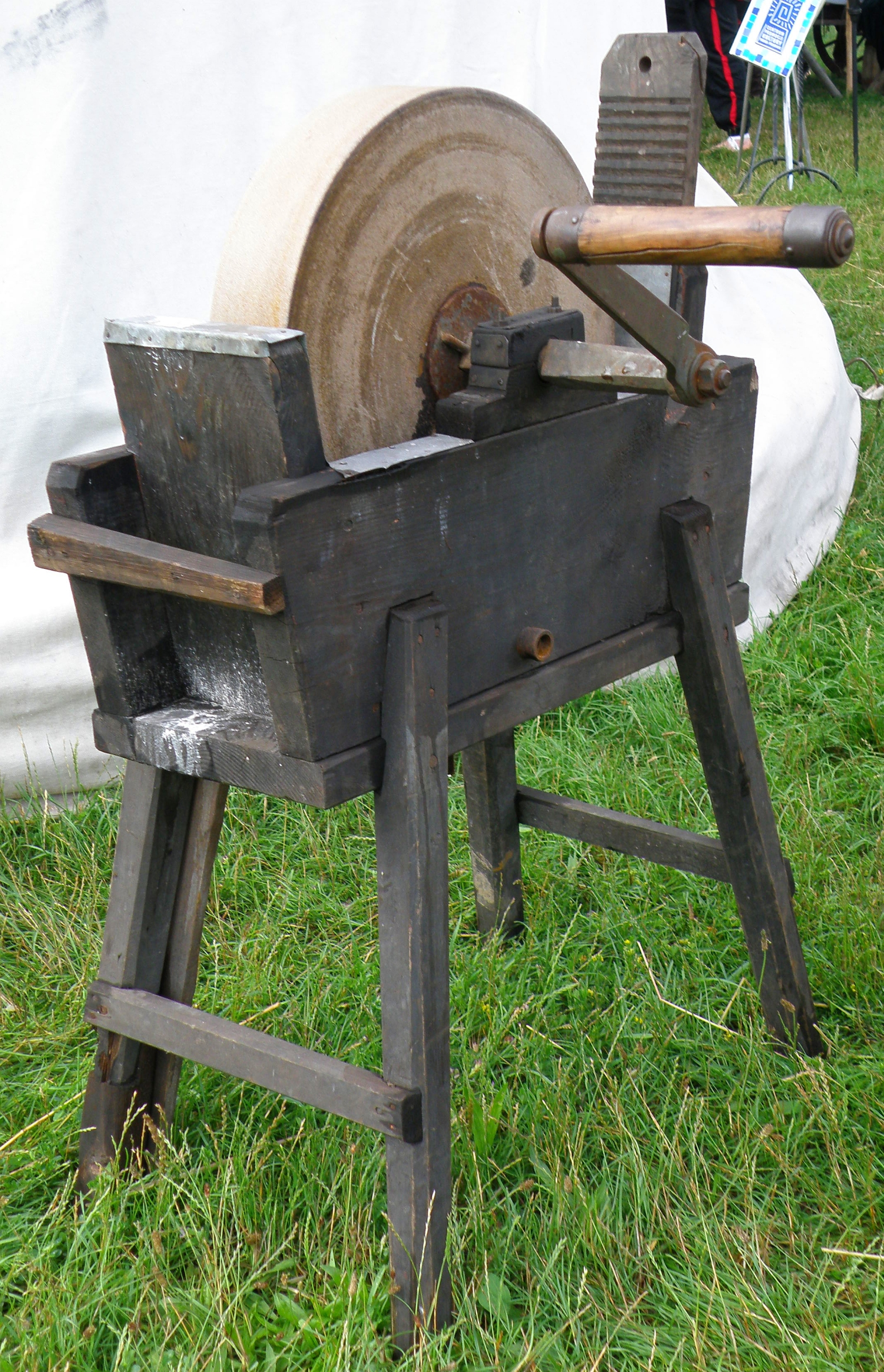
Antigua afiladora manual

Afiladora es el nombre que se da a los aparatos que se emplean para afilar toda clase de instrumentos y herramientas cortantes. 
Existen afiladoras de varias clases, si bien comúnmente comprenden como órgano afilador una o varias muelas de esmeril montadas sobre un eje que gira a toda velocidad. Algunas consisten en una correa sin fin recubierta de una materia afiladora que se mantiene en tensión girando entre dos tambores, o también se emplea un disco giratorio recubierto de la afiladora de herramientas es algo que puede facilitar el manejo.....
Para afilar las sierras en sus múltiples operaciones de afilar, formar y rectificar la vía se usan máquinas muy perfeccionadas que hacen su trabajo automáticamente 